# 마쓰다 쓰토무
마쓰다 쓰토무(일본어: 松田 勉, 1983년 10월 5일 ~ )는 일본의 전 축구 선수이다.

## 구단 경력
과거 방포레 고후, FC 기후, FC 가리야에서 활동하였다.